# Serres-Castet
Pour les articles homonymes, voir Serres et Castet.
Serres-Castet (prononcer [sɛʁ kastɛ]; en béarnais Sèrras-Castèth ou Sèrres-Castèth ) est une commune française située dans le département des Pyrénées-Atlantiques, en région Nouvelle-Aquitaine.
Le gentilé est Serrois et Serroise.

## Géographie

### Localisation
La commune de Serres-Castet se trouve dans le département des Pyrénées-Atlantiques, en région Nouvelle-Aquitaine.
Elle se situe à 12 km par la route de Pau, préfecture du département.
La commune fait en outre partie du bassin de vie de Pau.
Les communes les plus proches sont : 
Montardon (1,6 km), Navailles-Angos (3,3 km), Sauvagnon (3,3 km), Saint-Castin (4,1 km), Saint-Armou (4,6 km), Anos (5,2 km), Buros (5,3 km), Caubios-Loos (5,3 km).
Sur le plan historique et culturel, Serres-Castet fait partie de la province du Béarn, qui fut également un État et qui présente une unité historique et culturelle à laquelle s’oppose une diversité frappante de paysages au relief tourmenté.

### Communes limitrophes
Les communes limitrophes sont  Lescar, Lons, Montardon, Navailles-Angos et Sauvagnon.
|           | Navailles-Angos | Saint-Castin (par un quadripoint) |
| Sauvagnon | Serres-Castet   | Montardon                         |
| Lescar    | Lons            |                                   |

### Géologie et relief
La superficie de la commune est de 1 371 hectares ; son altitude varie entre 176 mètres et 288 mètres

### Hydrographie

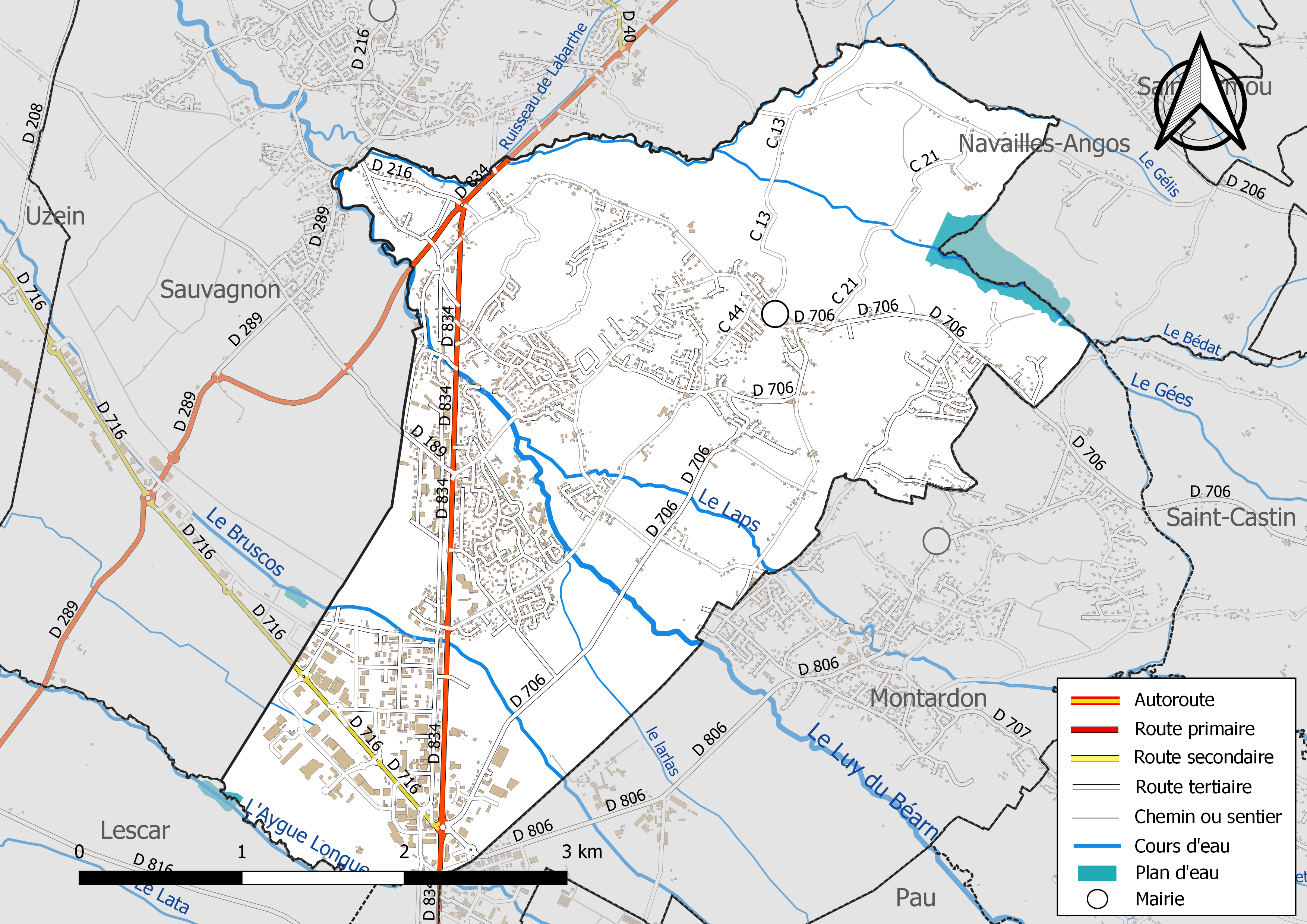
Réseaux hydrographique et routier de Serres-Castet.

La commune est drainée par le Luy de Béarn, l'Aïgue Longue, le Bruscos, le Laps, le Gées, le Gélis, le larlas, le ruisseau de Labarthe, et par divers petits cours d'eau, constituant un réseau hydrographique de 15 km de longueur totale,.
Le Luy de Béarn, d'une longueur totale de 76,6 km, prend sa source dans la commune d'Andoins et s'écoule du sud-est vers le nord-ouest. Il traverse la commune et se jette dans le Luy à Gaujacq, après avoir traversé 30 communes.
L'Aïgue Longue, d'une longueur totale de 24,4 km, prend sa source dans la commune de Pau et s'écoule du sud-est vers le nord-ouest. Il traverse la commune et se jette dans le Luy de Béarn à Momas, après avoir traversé 13 communes.
Le Bruscos, d'une longueur totale de 12,1 km, prend sa source dans la commune de Montardon et s'écoule du sud-est vers le nord-ouest. Il traverse la commune et se jette dans l'Aygue Longue à Momas, après avoir traversé 5 communes.
Le Laps, d'une longueur totale de 10,1 km, prend sa source dans la commune de Maucor et s'écoule du sud-est vers le nord-ouest. Il traverse la commune et se jette dans le Luy de Béarn sur le territoire communal, après avoir traversé 5 communes.

### Climat
Pour des articles plus généraux, voir Climat de la Nouvelle-Aquitaine et Climat des Pyrénées-Atlantiques.
Historiquement, la commune est exposée à un climat de montagne.  
En 2020, Météo-France publie une typologie des climats de la France métropolitaine dans laquelle la commune est toujours exposée à un climat de montagne et est dans la région climatique Pyrénées atlantiques, caractérisée par une pluviométrie élevée (>1 200 mm/an) en toutes saisons, des hivers très doux (7,5 °C en plaine) et des vents faibles.
Pour la période 1971-2000, la température annuelle moyenne est de 13,3 °C, avec une amplitude thermique annuelle de 14,5 °C. Le cumul annuel moyen de précipitations est de 1 220 mm, avec 11,3 jours de précipitations en janvier et 7,8 jours en juillet. Pour la période 1991-2020, la température moyenne annuelle observée sur la station météorologique la plus proche, située sur la commune d'Uzein à 6,47 km à vol d'oiseau, est de 13,7 °C et le cumul annuel moyen de précipitations est de 1 093,8 mm,. Pour l'avenir, les paramètres climatiques de la commune estimés pour 2050 selon différents scénarios d’émission de gaz à effet de serre sont consultables sur un site dédié publié par Météo-France en novembre 2022.

### Milieux naturels et biodiversité
Aucun espace naturel présentant un intérêt patrimonial n'est recensé sur la commune dans l'inventaire national du patrimoine naturel,,.

#### Site du CEN Aquitaine
Le site des berges de l'Arlas est géré depuis 1999 par le conservatoire d'espaces naturels d'Aquitaine, en partenariat avec la commune, et également depuis 2010 avec la commune de Montardon et la communauté de communes du Luy de Béarn. Relique de la lande du Pont-Long, ce site composé d'un étang et de landes tourbeuses constitue un patrimoine de grande valeur. Il accueille une flore et une faune remarquables, notamment une petite population de Cistudes d'Europe, espèce indigène rare et protégée. Situé dans un contexte péri-urbain en pleine évolution, cet espace naturel fait l'objet d'actions de préservation concertées.

## Urbanisme

### Typologie
Au 1er janvier 2024, Serres-Castet est catégorisée petite ville, selon la nouvelle grille communale de densité à sept niveaux définie par l'Insee en 2022.
Elle appartient à l'unité urbaine de Pau, une agglomération intra-départementale regroupant 55  communes, dont elle est une commune de la banlieue,,. Par ailleurs la commune fait partie de l'aire d'attraction de Pau, dont elle est une commune de la couronne,. Cette aire, qui regroupe 227 communes, est catégorisée dans les aires de 200 000 à moins de 700 000 habitants,.

### Occupation des sols

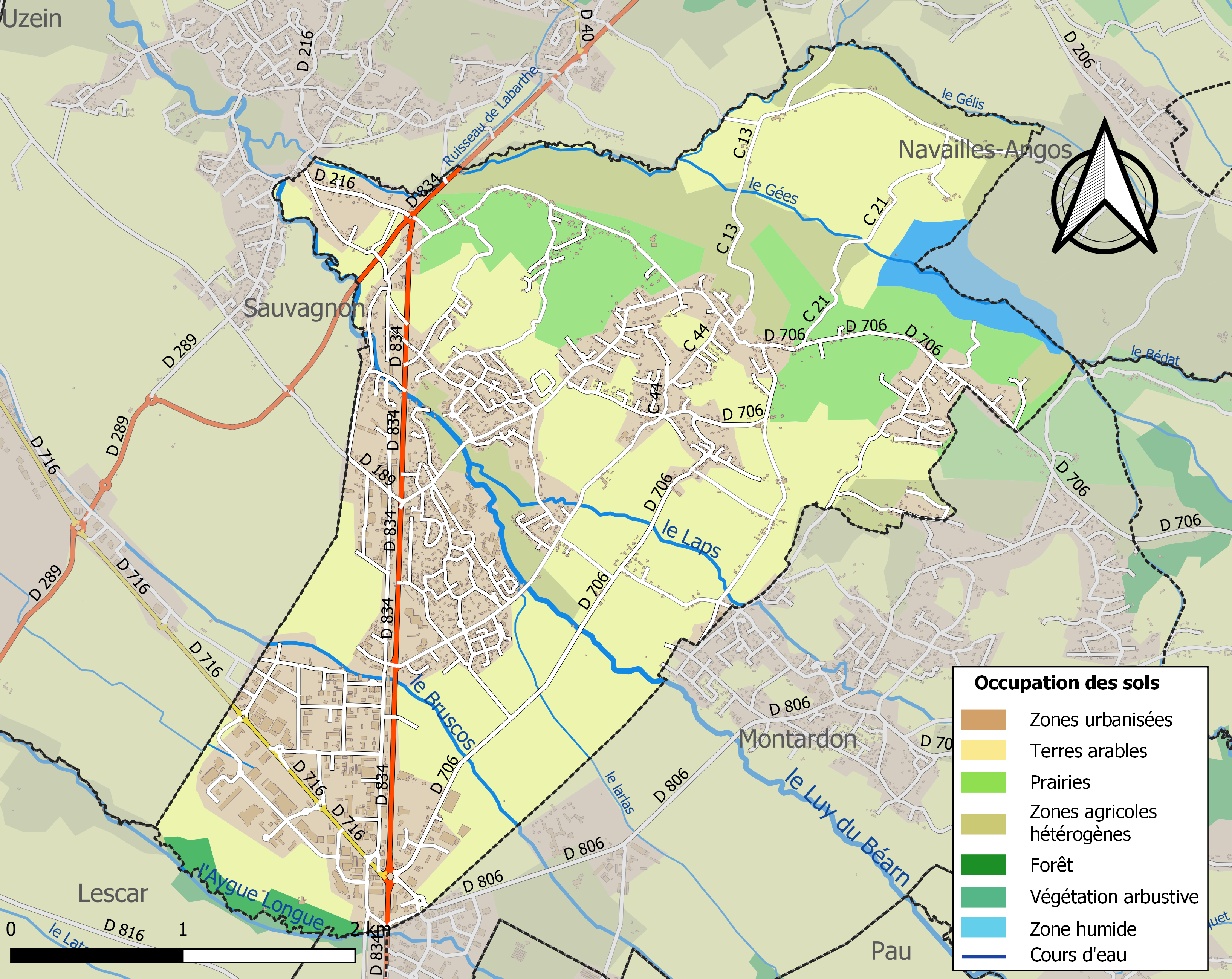
Carte des infrastructures et de l'occupation des sols de la commune en 2018 (CLC).

L'occupation des sols de la commune, telle qu'elle ressort de la base de données européenne d’occupation biophysique des sols Corine Land Cover (CLC), est marquée par l'importance des territoires agricoles (64,5 % en 2018), en diminution par rapport à 1990 (81,8 %). La répartition détaillée en 2018 est la suivante : 
terres arables (40,7 %), zones urbanisées (20,9 %), zones agricoles hétérogènes (12,3 %), zones industrielles ou commerciales et réseaux de communication (11,8 %), prairies (11,6 %), eaux continentales (1,5 %), forêts (1,3 %). L'évolution de l’occupation des sols de la commune et de ses infrastructures peut être observée sur les différentes représentations cartographiques du territoire : la carte de Cassini (XVIIIe siècle), la carte d'état-major (1820-1866) et les cartes ou photos aériennes de l'IGN pour la période actuelle (1950 à aujourd'hui).

### Lieux-dits et hameaux
- Biellemourte ;
- Bignolle ;
- Boudousse ;
- Cambot ;
- Candau ;
- Carroou ;
- Galiey ;
- Gestre ;
- Hameau du Luy ;
- Lahitte ;
- Lahue ;
- Lheps ;
- Montané ;
- Payri ;
- Pescadou.

### Voies de communication et transports

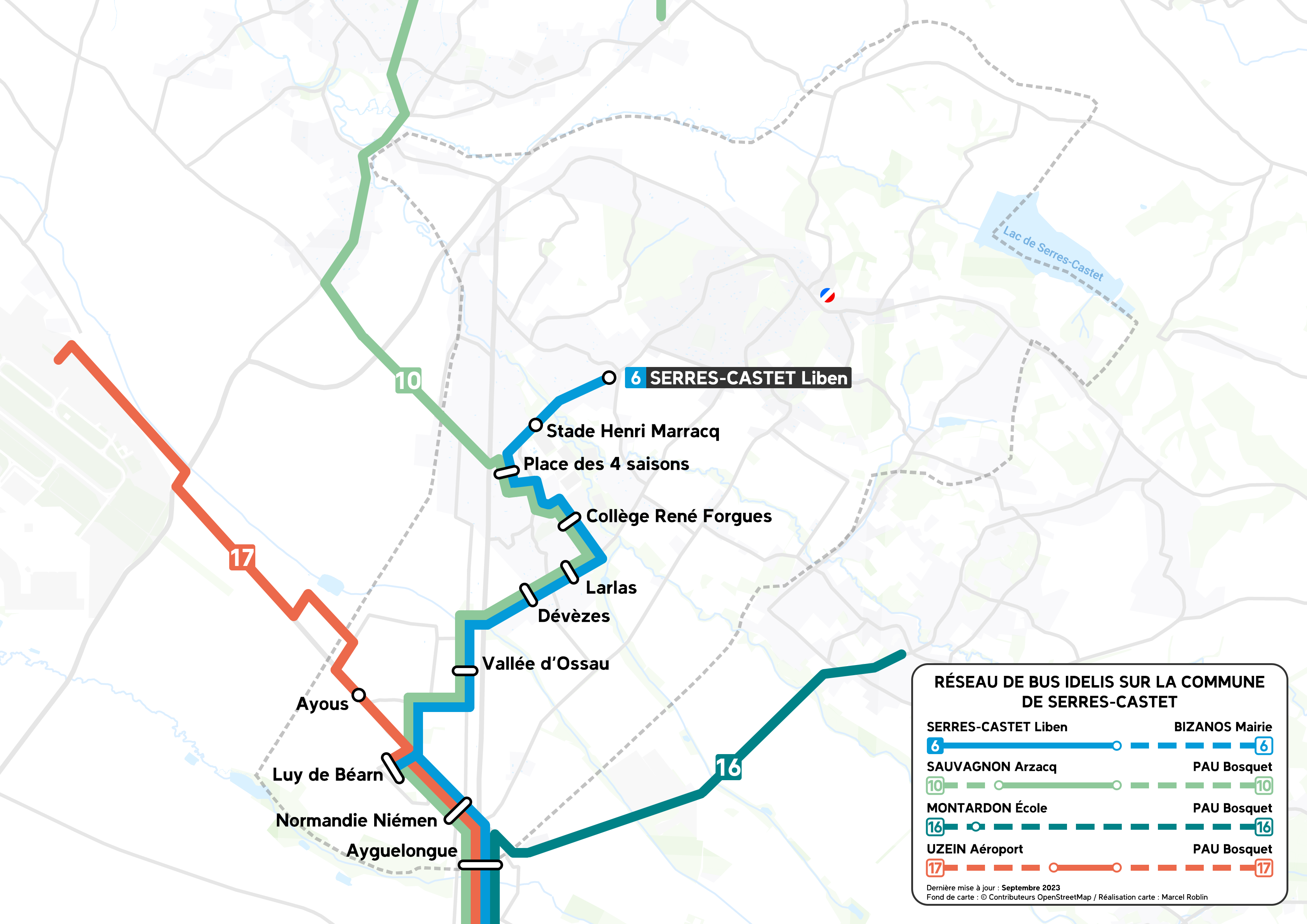
Réseau de bus IDELIS à Serres-Castet

La commune est desservie par la départementale D 834 et la départementale D 706.
Serres-Castet est également desservie dans sa partie Sud par 4 lignes régulières du réseau de bus Idelis organisé par le Syndicat Mixte Pau Béarn Pyrénées Mobilités :
- Serres-Castet — Liben ↔ Bizanos — Mairie
- Sauvagnon — Arzacq ↔ Pau — Pôle Bosquet
- Montardon — École ↔ Pau — Pôle Bosquet : un arrêt ("Ayguelongue") à Serres-Castet
- Uzein — Aéroport ↔ Pau — Pôle Bosquet
- "Idelis à la Demande en Journée" : service de transport à la demande
- Scolaris : autocars scolaires, dont certains (circuits lycées) sont accessibles aux autres usagers.

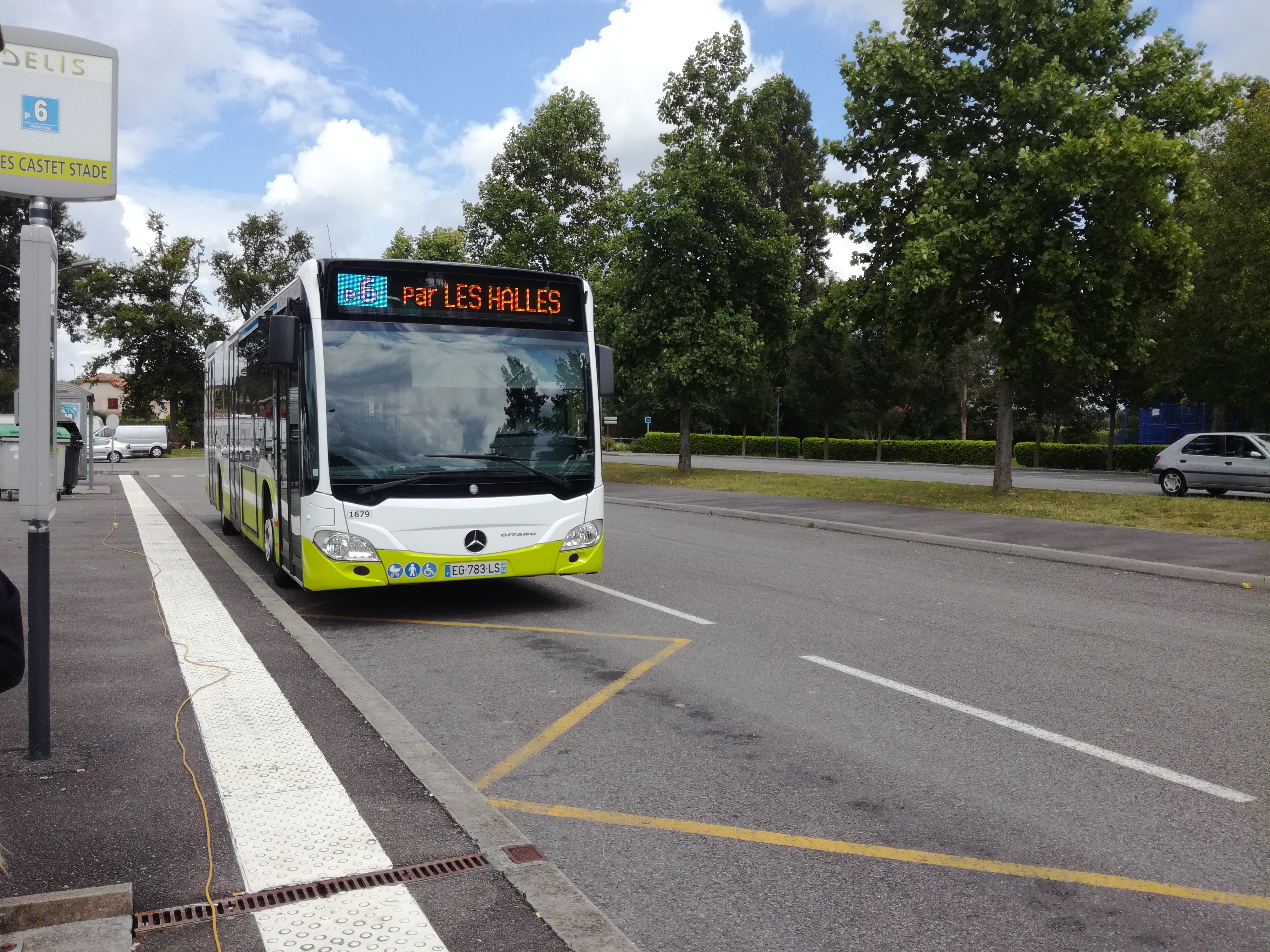
Bus Idelis à Serres-Castet

### Risques majeurs
Le territoire de la commune de Serres-Castet est vulnérable à différents aléas naturels : météorologiques (tempête, orage, neige, grand froid, canicule ou sécheresse), inondations et séisme (sismicité modérée). Il est également exposé à un risque technologique, le transport de matières dangereuses. Un site publié par le BRGM permet d'évaluer simplement et rapidement les risques d'un bien localisé soit par son adresse soit par le numéro de sa parcelle.

#### Risques naturels
Certaines parties du territoire communal sont susceptibles d’être affectées par le risque d’inondation par une crue torrentielle ou à montée rapide de cours d'eau, notamment le Laps, le Luy du Béarn, l'Aygue longue et le Bruscos. La commune a été reconnue en état de catastrophe naturelle au titre des dommages causés par les inondations et coulées de boue survenues en 1982, 1988, 1993, 2009 et 2018,.

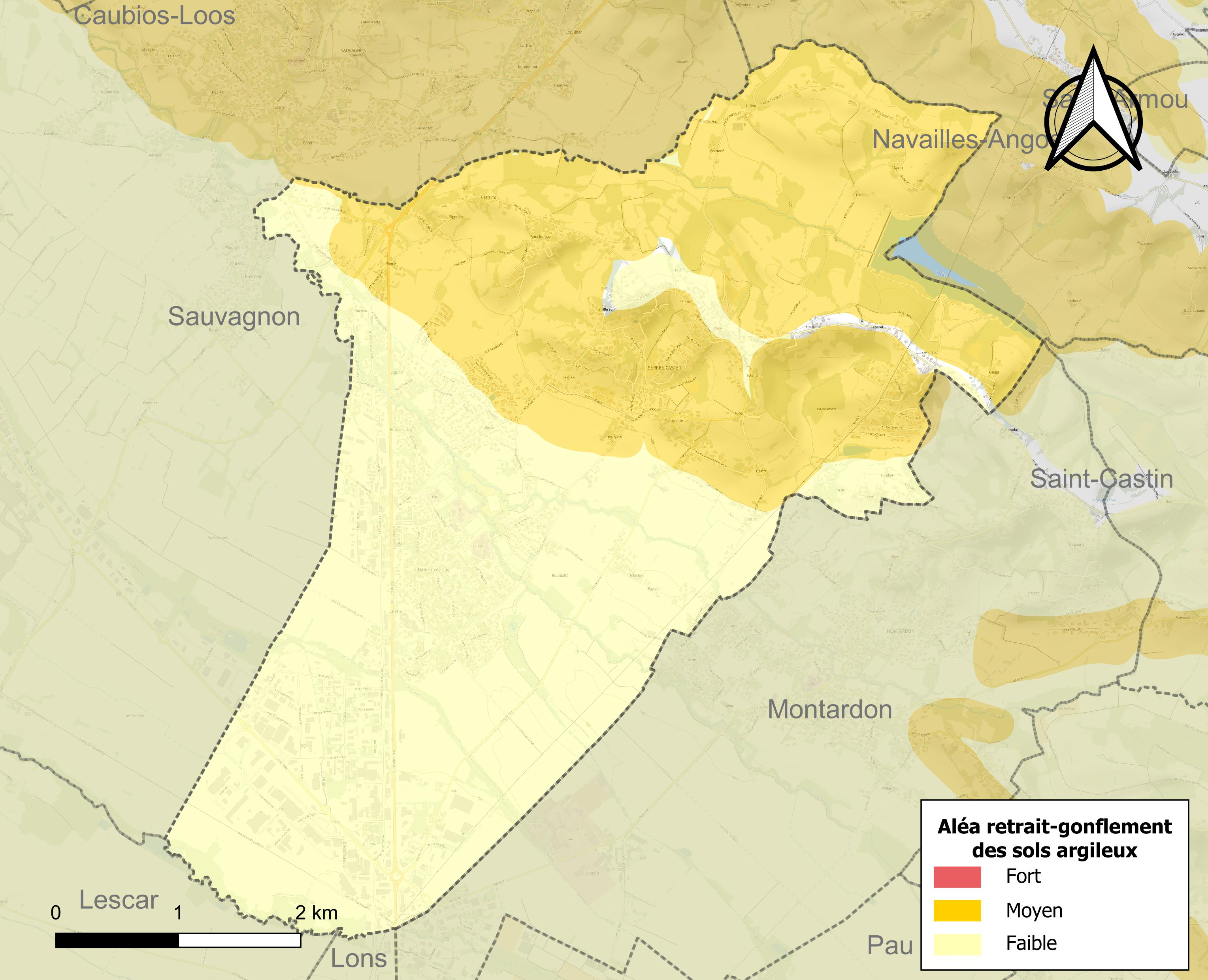
Carte des zones d'aléa retrait-gonflement des sols argileux de Serres-Castet.

Le retrait-gonflement des sols argileux est susceptible d'engendrer des dommages importants aux bâtiments en cas d’alternance de périodes de sécheresse et de pluie. 45,5 % de la superficie communale est en aléa moyen ou fort (59 % au niveau départemental et 48,5 % au niveau national). Depuis le 1er octobre 2020, en application de la loi ELAN, différentes contraintes s'imposent aux vendeurs, maîtres d'ouvrages ou constructeurs de biens situés dans une zone classée en aléa moyen ou fort,.

## Toponymie
Le toponyme Serres-Castet apparaît sous les formes 
Sanctus-Julianus de Serra (984, cartulaire de Lescar), 
Serres-Carboeres (1379, contrats de Luntz), 
Serres de Sent-Esxentz et Serres-Casteg (respectivement 1385 et 1402, censier de Béarn), 
Serras (1450, règlement de la Cour Majour), 
Serres (1457, cartulaire d'Ossau), 
Seras-Castet (1481, notaires de Larreule) et 
Serres-Saint-Icheux (1767, intendance de Pau).
Son nom béarnais est Sèrras-Castèth ou Sèrres-Castèth.
Serres : du béarnais serre « mamelon peu élevé, croupe de collines, colline souvent de forme allongée »
provenant d'un terme pré-indo-européen ou au moins prélatin serra « montagne allongée, crête en dos d'âne ».
Son nom béarnais signifie « collines » (sèrras) accolé au mot « château » (castèth).

## Histoire
Paul Raymond note qu'en 1385, Serres-Castet comptait cinquante-quatre feux et dépendait du bailliage de Pau.
Serres-Castet a été le lieu choisi par François Bayrou pour annoncer officiellement sa candidature à l'élection présidentielle de 2007. La conférence de presse a eu lieu le 2 décembre 2006 sur la place de la mairie.

## Politique et administration

### Liste des maires
| Période                                  | Période      | Identité             | Étiquette | Qualité                                                              |
| ---------------------------------------- | ------------ | -------------------- | --------- | -------------------------------------------------------------------- |
| Les données manquantes sont à compléter. |              |                      |           |                                                                      |
|                                          |              |                      |           |                                                                      |
| 1891                                     | 1895         | Pierre Minvielle     |           |                                                                      |
| 1895                                     | 1912         | Octavin Tucou        |           |                                                                      |
| 1912                                     | 1919         | Jacques Lhept        |           |                                                                      |
| 1919                                     | octobre 1947 | Jean Brouhéna        |           | Cultivateur                                                          |
| octobre 1947                             | mars 1959    | Dominique Lagrille   |           |                                                                      |
| mars 1959                                | juin 1995    | René Forgues         |           |                                                                      |
| juin 1995                                | mars 2014    | Jean-Pierre Mimiague | DVG       | Retraité de l'enseignement                                           |
| mars 2014 (réélu en mai 2020)            | En cours     | Jean-Yves Courrèges  | DVG       | Technicien informatique 4e vice-président de la CC des Luys en Béarn |

### Intercommunalité
Serres-Castet fait partie de quatre structures intercommunales :
- la communauté de communes des Luys en Béarn ;
- le syndicat d'énergie des Pyrénées-Atlantiques ;
- le syndicat intercommunal d'alimentation en eau potable Luy - Gabas - Lées ;
- le syndicat mixte autorité organisatrice des mobilités urbaines : Pau Béarn Pyrénées Mobilités.

La commune accueille le siège de la communauté de communes des Luys en Béarn ainsi que ceux du syndicat intercommunal d'alimentation en eau potable Luy - Gabas - Lées et du syndicat mixte à la carte d'assainissement du Luy-en-Béarn.

### Historique des logos

Ancien logo de Serres-Castet
Logo actuel de Serres-Castet

### Jumelages
Busiago (Italie) depuis 1968

### Politique environnementale
Dans son palmarès 2023, le Conseil national de villes et villages fleuris de France a attribué deux fleurs à la commune.
En 2012, l'ANPCEN a décerné à Serres-Castet une étoile pour ses efforts en faveur de la diminution des nuisances lumineuses.
Depuis 2023, la commune éteint son éclairage public entre 22h et 6h30 afin de réduire la pollution lumineuse et faire des économies d'énergie.

## Population et société

### Démographie

#### Évolution démographique
L'évolution du nombre d'habitants est connue à travers les recensements de la population effectués dans la commune depuis 1793. Pour les communes de moins de 10 000 habitants, une enquête de recensement portant sur toute la population est réalisée tous les cinq ans, les populations de référence des années intermédiaires étant quant à elles estimées par interpolation ou extrapolation. Pour la commune, le premier recensement exhaustif entrant dans le cadre du nouveau dispositif a été réalisé en 2005.

En 2022, la commune comptait 4 411 habitants, en évolution de +3,93 % par rapport à 2016 (Pyrénées-Atlantiques : +3,78 %, France hors Mayotte : +2,11 %).
| 1793 | 1800 | 1806 | 1821 | 1831 | 1836 | 1841 | 1846 | 1851 |
| ---- | ---- | ---- | ---- | ---- | ---- | ---- | ---- | ---- |
| 640  | 651  | 686  | 734  | 623  | 694  | 721  | 684  | 705  |

| 1856 | 1861 | 1866 | 1872 | 1876 | 1881 | 1886 | 1891 | 1896 |
| ---- | ---- | ---- | ---- | ---- | ---- | ---- | ---- | ---- |
| 736  | 682  | 644  | 576  | 590  | 534  | 535  | 528  | 520  |

| 1901 | 1906 | 1911 | 1921 | 1926 | 1931 | 1936 | 1946 | 1954 |
| ---- | ---- | ---- | ---- | ---- | ---- | ---- | ---- | ---- |
| 503  | 511  | 521  | 453  | 469  | 456  | 445  | 422  | 426  |

| 1962 | 1968 | 1975  | 1982  | 1990  | 1999  | 2005  | 2006  | 2010  |
| ---- | ---- | ----- | ----- | ----- | ----- | ----- | ----- | ----- |
| 536  | 749  | 1 226 | 2 196 | 2 430 | 3 040 | 3 439 | 3 461 | 3 647 |

| 2015  | 2020  | 2022  | - | - | - | - | - | - |
| ----- | ----- | ----- | - | - | - | - | - | - |
| 4 200 | 4 393 | 4 411 | - | - | - | - | - | - |

Serres-Castet fait partie de l'aire d'attraction de Pau.

#### Pyramide des âges
La population de la commune est légèrement plus jeune que celle du département.
En 2019, le taux de personnes d'un âge inférieur à 30 ans s'élève à 32,9 %, soit au-dessus de la moyenne départementale (30,7 %). À l'inverse, le taux de personnes d'âge supérieur à 60 ans est de 26,3 % la même année, contre 30,7 % au niveau départemental.
En 2019, la commune comptait 2 095 hommes pour 2 253 femmes, soit un taux de 51,82 % de femmes, similaire au taux départemental (52,10 %).
Les pyramides des âges de la commune et du département s'établissent comme suit.
| Hommes | Classe d’âge | Femmes |
| ------ | ------------ | ------ |
| 0,4    | 90 ou +      | 0,5    |
| 6,6    | 75-89 ans    | 7,7    |
| 18,2   | 60-74 ans    | 19,2   |
| 23,1   | 45-59 ans    | 22,5   |
| 16,9   | 30-44 ans    | 18,9   |
| 15,2   | 15-29 ans    | 13,7   |
| 19,6   | 0-14 ans     | 17,5   |

| Hommes | Classe d’âge | Femmes |
| ------ | ------------ | ------ |
| 1      | 90 ou +      | 2,6    |
| 8,7    | 75-89 ans    | 11,8   |
| 18,9   | 60-74 ans    | 19,8   |
| 21     | 45-59 ans    | 20,3   |
| 17,9   | 30-44 ans    | 17,3   |
| 16,2   | 15-29 ans    | 14     |
| 16,3   | 0-14 ans     | 14,2   |

### Enseignement
Serres-Castet est doté d'une école maternelle (accueillant environ 130 élèves), d'une école primaire (accueillant environ 270 élèves) et d'un collège (accueillant environ 800 élèves).

#### Collège
Le collège de Serres-Castet ou collège René-Forgues accueille les élèves des communes de Serres-Castet, Sauvagnon, Montardon, Navailles-Angos, Caubios-Loos, Bournos et Doumy.

### Sports
- L'Association sportive du Pont-Long rugby en 2e division fédérale lors de la saison 2023-2024
- Le BCLB, Basket Club Luy de Béarn

## Économie
Serres-Castet possède une zone industrielle rassemblant des sous-traitants aéronautiques (carters, aérostructures, etc.) pour de grand groupes tels qu'Airbus, Dassault et Eurocopter. Ainsi, la société Mécanique Aéronautique Pyrénéenne (MAP) emploie 190 personnes et Examéca plus de 200.
Les éditions de Faucompret avaient leur siège à Serres-Castet.

## Culture locale et patrimoine

### Patrimoine civil
Les vestiges d'un ensemble fortifié datant du haut Moyen Âge témoignent du passé ancien de la commune.
Serres-Castet présente un ensemble de maisons et de fermes des XVIIe, XVIIIe et XIXe siècles.
La place de la commune fut aménagée en 1821.

### Patrimoine religieux

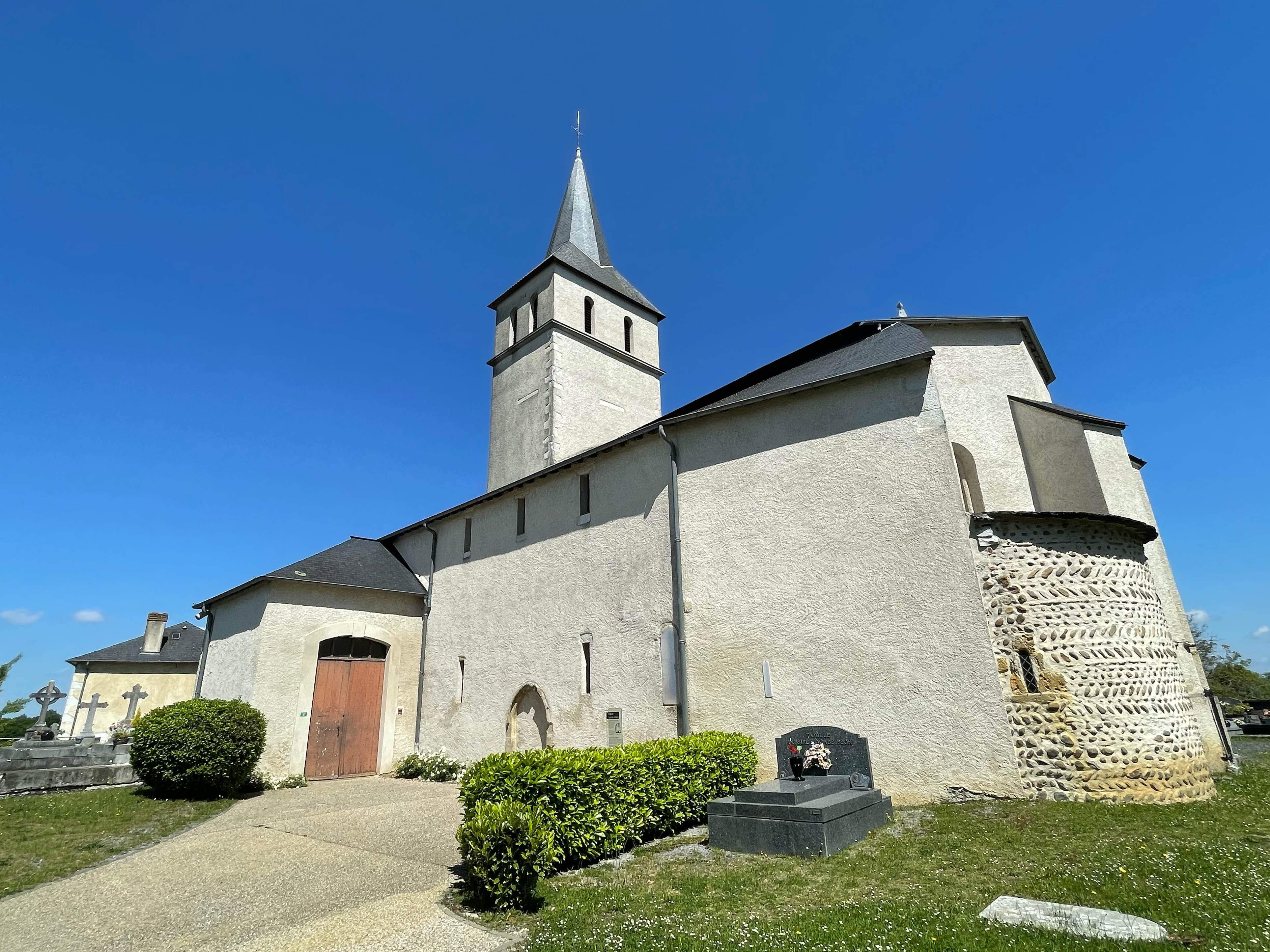
Église Saint-Julien

L'église Saint-Julien date partiellement du XIe siècle. Elle recèle du mobilier, des objets, des tableaux et une verrière référencés à l'inventaire général du patrimoine culturel.

## Personnalités liées à la commune
- Alexis Peyret (1826-1902), écrivain, né à Serres-Castet.
- Maurice Sarazac (1908-1974), général français, Compagnon de la Libération, à fini sa vie à Serres-Castet et y est inhumé.